# Уяли (Коргалжинський район)
Уяли́ (каз. Ұялы) — село у складі Коргалжинського району Акмолинської області Казахстану. Входить до складу Карашалгинського сільського округу.
Населення — 126 осіб (2021; 105 у 2009, 279 у 1999, 367 у 1989).
Національний склад станом на 1989 рік:
- казахи — 100 %.